# Daniel Vaca
Daniel Vaca Tasca, né le 3 novembre 1978 à Santa Cruz, est un footballeur bolivien qui évolue au poste de gardien de but.

## Carrière

### Clubs
En 1999, Vaca intègre l'équipe du Club Blooming avec qui il joue un seul match (en 2001) en trois ans. Il fait une saison à l'Oriente Petrolero comme remplaçant avant de faire une saison sans club.
Il fait deux équipes en deux saisons, passant par les Destroyers de Santa Cruz ou revenant dans son équipe formatrice de Blooming. En 2006, il signe avec les San José Oruro et est déclaré titulaire, gardant cette position pendant quatre saisons, remportant le championnat de clôture de Bolivie 2007. Après ces quatre saisons, il quitte le club pour Jorge Wilstermann Cochabamba, remportant le championnat d'ouverture 2010.
En 2011, il signe avec les Strongest La Paz avec qui il garde un poste de titulaire. Le 9 décembre, il est victime d'une inflammation des tendons de la jambe gauche.

### International
En 2010, il est convoqué pour la première fois en équipe nationale. En 2011, il est nommé dans le groupe pour la Copa América 2011 mais il doit se contenter d'un poste de remplaçant.

## Palmarès
- Championnat de Bolivie de football : 1999, 2007 (clôture), 2010 (ouverture), 2011 (ouverture), 2012 (clôture) et 2012 (ouverture)